# ريوسكي أوتومو
ريوسكي أوتومو (باليابانية: 大友 竜輔) (مواليد 24 مايو 2000) هو لاعب كرة قدم ياباني.

## وصلات خارجية
- ريوسكي أوتومو على موقع رابطة كرة القدم اليابانية للمحترفين (اليابانية)
- ريوسكي أوتومو على موقع قاعدة بيانات كرة القدم.إي يو (الإنجليزية)
- ريوسكي أوتومو على موقع Soccerway.com (الإنجليزية)